# Текирдаг
Текирдаг (тур. Tekirdağ) или Редестос (грч. Ραιδεστός) је град у Турској у вилајету Текирдаг. Према процени из 2019. у граду је живело 204.001 становника.

## Становништво
Према процени, у граду је 2019. живело 204.001 становника.
| 1990.  | 2000.   | 2019.   |
| ------ | ------- | ------- |
| 80.442 | 107.191 | 204.001 |

## Партнерски градови
- Бајројт
- Шарошпатак
- Кавала
- Крџали
- Пјонгтаек
- Сливен
- Текиргиол
- Тополчани
- Фамагуста
- Монтеваго
- Шантоу
- Велико Трново
- Кечкемет